# Enokavan
Enokavan ou Yenokavan (en arménien Ենոքավան ; jusqu'en 1935 Krdevan) est une communauté rurale du marz de Tavush, en Arménie. Elle compte 494 habitants en 2008.

## Jumelage
Enokavan est jumelé avec la commune française de Villecroze depuis le 10 octobre 2016.